# Паня Пичкхун
Паня Пичкхун (ពេជ្រឃុន បញ្ញា; род. 09.09.1973 г., Пномпень, Камбоджа) — Чрезвычайный и Полномочный посол Королевства Камбоджа в Российской Федерации с 11 февраля 2023 года. По совместительству полномочный посол Королевства Камбоджа в Республике Беларусь. Заменил на этих постах Еата Сейлу. Исполняет свои обязанности из Посольства Королевства Камбоджи в Москве.

## Деятельность на посту посла
5 апреля 2023 года господин Паня Пичкхун в составе делегации из 17 новоприбывших послов иностранных государств принял участие в традиционной церемонии вручения верительных грамот Президенту Российской Федерации Владимиру Владимировичу Путину.
28 сентября 2023 года посол принял участие в вручении верительных грамот Президенту Республики Беларусь Александру Григорьевичу Лукашенко.
С момента назначения на пост Полномочного Чрезвычайного Посла Королевства Камбоджа в Российской Федерации господин Паня Пичкхун также неоднократно принимал участие в мероприятиях, организуемых Ассоциацией Камбоджийских Студентов в Российской Федерации.